# Cromatografía en columna

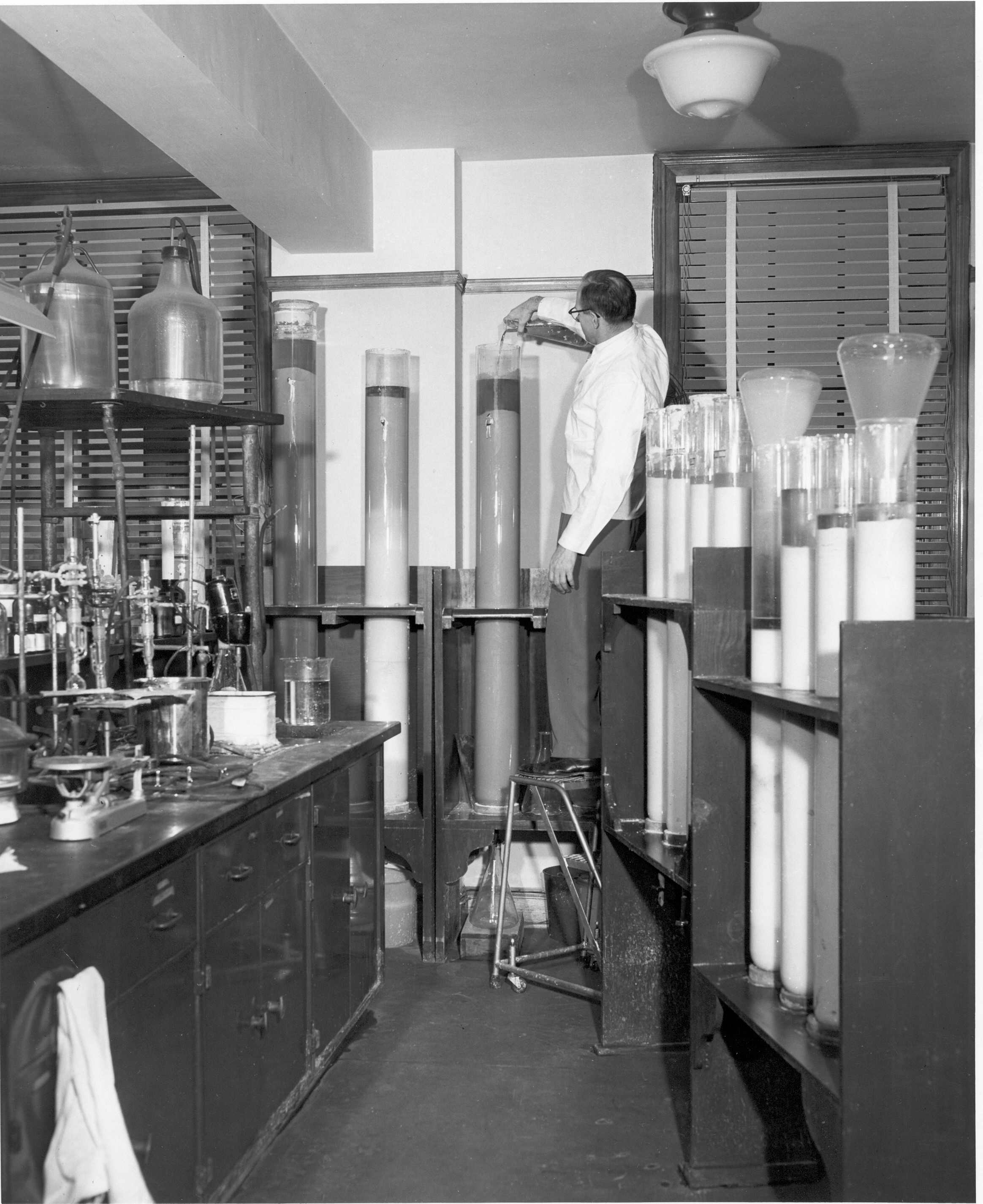
Químico realizando una cromatografía en columna en los años 50. Los matraces Erlenmeyer están colocados en el suelo.

En Química, la cromatografía en columna es un método cromatográfico usado para aislar un único compuesto químico de una mezcla. La cromatografía es capaz de separar sustancias basándose en la adsorción diferencial de los compuestos por el adsorbente; los componentes se mueven por la columna a velocidades distintas, lo que les permite separarse en fracciones. Esta técnica es ampliamente aplicable, ya que muchos adsorbentes diferentes (en fase normal, en fase reversa u otras) pueden usarse con una amplia gama de solventes. Además, puede ser usada con básculas con un rango desde los microgramos hasta los kilogramos. La principal ventaja de la cromatografía en columna es su coste relativamente bajo, así como lo fácil que resulta desechar las fases estacionarias usadas en el proceso. Esto último permite evitar tanto la contaminación cruzada como la degradación de la fase estacionaria debida a su reutilización. La cromatografía en columna puede llevarse a cabo usando la gravedad para mover el solvente, o usando gas comprimido para empujar el solvente a través de la columna.
Un cromatógrafo de capa fina puede mostrar cómo se comportará una mezcla de compuestos cuando ésta sea purificada mediante cromatografía en columna. La separación se optimiza primero usando cromatografía en capa fina, antes de realizar la cromatografía en columna.

## Preparación de la columna
Para preparar una columna, se introduce un absorbente sólido en un tubo cilíndrico de vidrio o plástico. El tamaño de este tubo dependerá de la cantidad de compuesto que se aísla. La base del tubo contiene un filtro, ya sea un tapón de algodón o lana de vidrio, o frita de vidrio que sujete la fase sólida. Un depósito de solvente puede fijarse a la parte superior de la columna.
Por lo general, se usan dos métodos para preparar una columna: el método seco y el método húmedo. Para el método seco, primero se llena la columna con la fase estacionaria en forma de polvo seco, tras lo cual se añade la fase móvil, que se pasa a través de la columna hasta que esté completamente húmeda, y que a partir de ese punto se procura que no llegue a secarse. Para el método húmedo, se prepara una suspensión del eluyente con la fase estacionaria en polvo, que a continuación se vierte cuidadosamente en la columna. La parte superior del sílice debe ser plano, y puede protegerse mediante una capa de arena. El eluyente se pasa lentamente a través de la columna para hacer avanzar el material orgánico.
Los componentes individuales son retenidos de formas distintas por la fase estacionaria, separándolos entre sí mientras recorren la columna a distintas velocidades junto con el eluyente. Al final de la columna se van eluyendo uno a uno. Durante todo el proceso de cromatografía el eluyente se colecta en una serie de fracciones. Éstas pueden recogerse automáticamente mediante un colector de fracciones. La productividad de la cromatografía puede incrementarse usando varias columnas al mismo tiempo. En este caso, se utilizan colectores multiflujo. La composición del flujo de eluyente puede ser monitorizado, y cada fracción es analizada en busca de compuestos en disolución, por ejemplo mediante cromatografía analítica, espectroscopia ultravioleta-visible, o espectroscopia de fluorescencia. Los compuestos coloreados (y los compuestos fluorescentes, usando una lámpara ultravioleta) pueden observarse a través de la pared de cristal, en forma de bandas móviles.

## Fase estacionaria

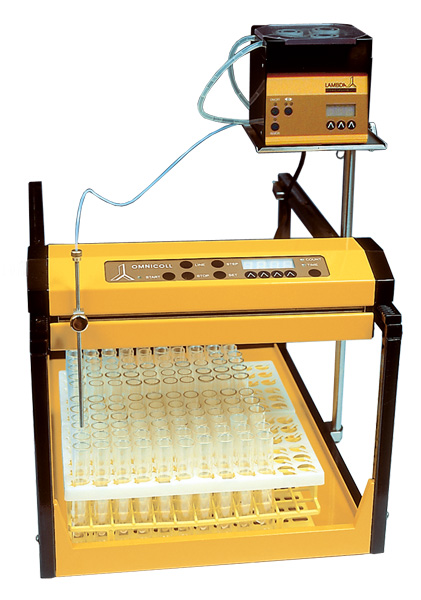
Colector de fracciones y muestreador automático para técnicas de cromatografía

La "fase estacionaria" o "adsorbente" usado en cromatografía en columna es un sólido. La fase estacionaria más común para la cromatografía en columna es el gel de sílice, seguida por la alúmina. En el pasado era habitual usar polvo de celulosa. Existe una amplia gama de fases estacionarias que permiten realizar cromatografías de intercambio iónico, en fase reversa (RPC), por afinidad o por adsorción en lecho expandido (CALE). Por lo general, las fases estacionarias son polvos finamente molidos o geles y/o muestran una gran microporosidad para asegurar una mayor superficie, aunque en el caso de la CALE se utiliza un lecho fluidizado. Hay una relación importante entre el peso de la fase estacionaria y el peso seco de la mezcla analizada que se puede aplicar en la columna. Para la cromatografía de columna de sílice, esta relación se encuentra entre 20:1 y 100:1, dependiendo de lo cerca que se estén eluyendo los componentes del analito.

## Fase móvil (eluyente)

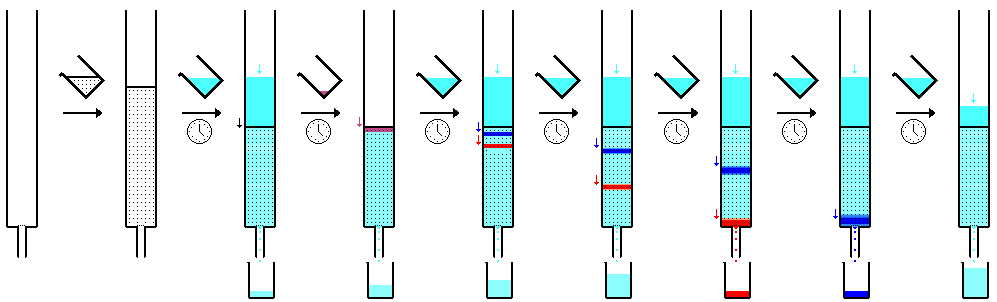
Progreso paso a paso de una cromatografía en columna.

La "fase móvil" o "eluyente" es un solvente o mezcla de solventes usados para mover los compuestos a través de la columna. Se elige de tal forma que el valor del factor de retención del compuesto de interés sea aproximadamente de entre 0.2 y 0.3, con el fin de minimizar el tiempo y cantidad de eluyente necesarios para realizar la cromatografía. El eluyente debe también ser escogido de forma que los distintos compuestos puedan separarse de manera efectiva. El eluyente se optimiza en pruebas preliminares a pequeña escala, a menudo mediante una cromatografía en capa fina (CCF) con la misma fase estacionaria.
Para cada separación concreta existe una velocidad de flujo óptima. Un flujo más rápido del eluyente minimiza el tiempo necesario para recorrer una columna, reduciendo así al mínimo la difusión, y resultando en una mejor separación. Sin embargo, existe un límite para la velocidad de flujo máxima, ya que se requiere un tiempo finito determinado para que el analito alcance el equilibrio entre las fases estacionaria y móvil (véase Ecuación de van Deemter). Las columnas utilizadas en laboratorios simples a menudo funcionan mediante gravedad. La velocidad de flujo de una columna de este tipo puede ser incrementada extendiendo la columna, recién cargada de eluyente, por encima de la fase estacionaria. Asimismo, puede reducirse mediante un control adecuado de la válvula. También puede conseguirse un flujo más rápido mediante el uso de una bomba o de gas comprimido (por ejemplo aire, nitrógeno o argón) para empujar el solvente a través de la columna (cromatografía en columna rápida).

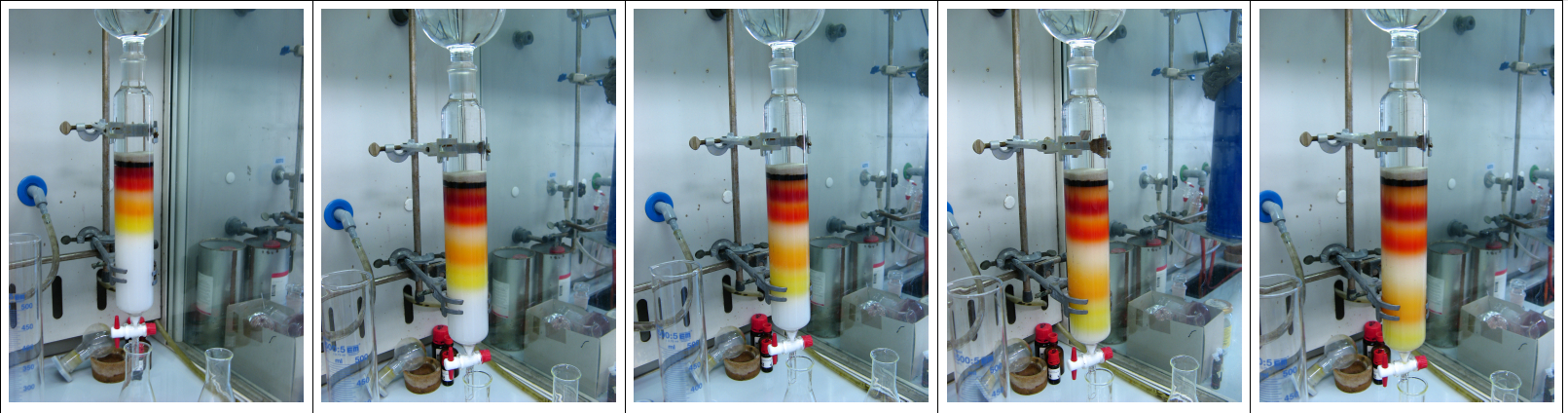
Secuencia fotográfica de una cromatografía en columna

Por lo general, el tamaño de las partículas de la fase estacionaria usada para cromatografía en columna rápida es menor que en el caso de la cromatografía en columna por gravedad. Por ejemplo, uno de los grados de gel de sílice más usados para la primera técnica posee una anchura de malla 230 - 400 (40 – 63 µm), mientras que la segunda habitualmente requiere gel de sílice con anchura de malla 70 - 230 (63 – 200 µm).
Se ha desarrollado una tabla destinada a ayudar en el desarrollo exitoso de columnas rápidas. La tabla contiene estimaciones sobre el volumen de retención y el volumen de banda de los analitos, los números de fracción que se espera que contengan cada analito, y la resolución entre picos adyacentes. Esta información permite a los usuarios seleccionar los parámetros óptimos para las separaciones a escala preparativa antes de intentar llevar a cabo la cromatografía rápida.

## Sistemas automatizados

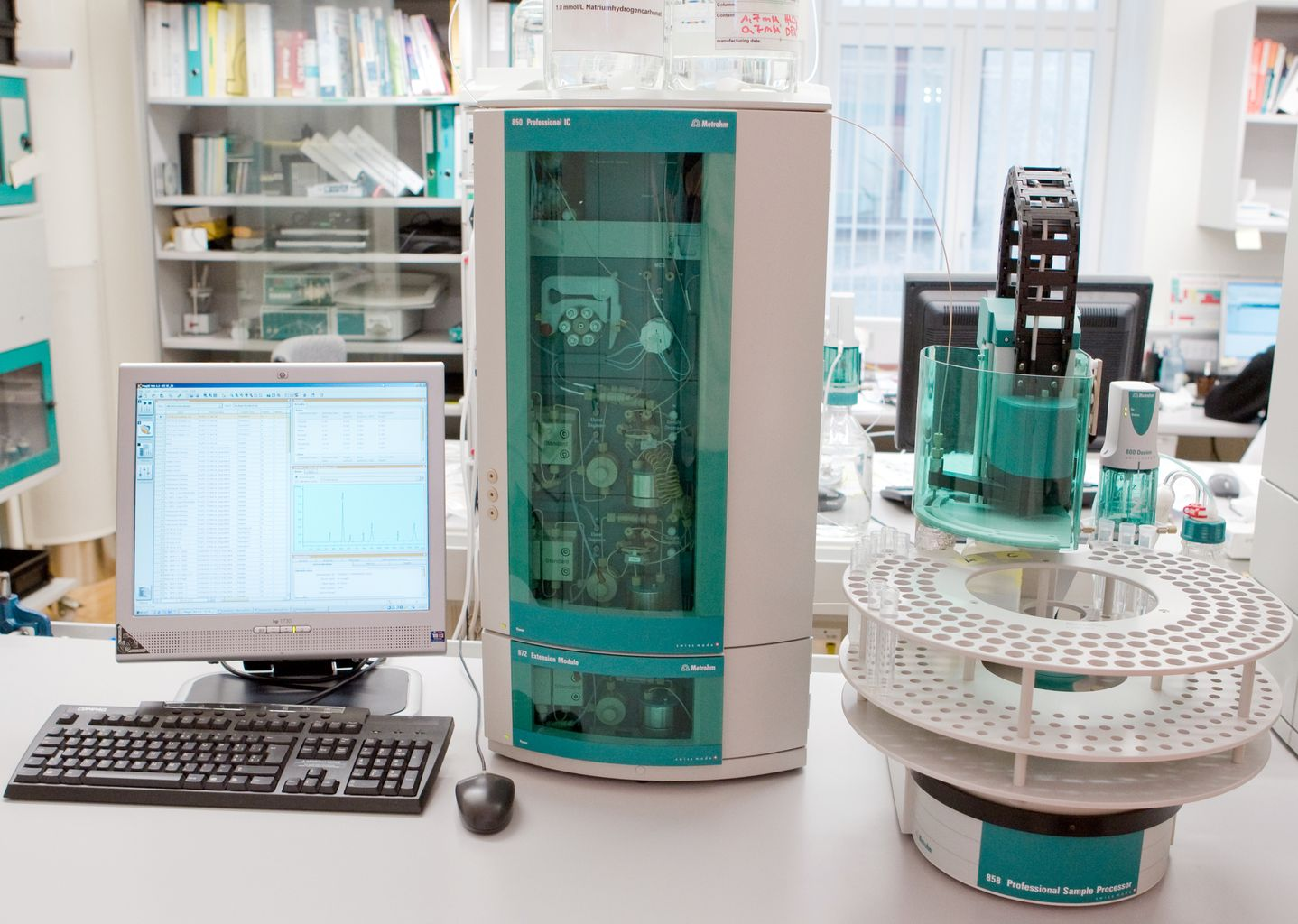
Un sistema automatizado de cromatografía iónica.

La cromatografía en columna es un paso extremadamente lento en todo laboratorio, y puede convertirse en un cuello de botella para cualquier laboratorio de procesos. Muchos fabricantes como Biotage, Buchi, Interchim y Teledyne Isco han desarrollado sistemas automatizados de cromatografía en columna (a veces denominada LPLC, por las siglas en inglés de cromatografía líquida de baja presión, en torno a 50,8-76,1 psi) que minimizan la intervención humana en el proceso de purificación. Los sistemas automatizados incluyen componentes que normalmente se encuentran en sistemas más caros de cromatografía líquida de alta eficacia (HPLC), como son una bomba de gradiente, puertos de inyección de muestras, un detector ultravioleta y un colector de fracciones para recoger el eluyente. Por lo general, estos sistemas automatizados pueden separar muestras que van desde los pocos miligramos hasta una escala industrial de varios kilogramos, y ofrecen una solución mucho más rápida y barata que realizar múltiples inyecciones en sistemas de HPLC preparativa.
La resolución (o habilidad de separar una mezcla) en un sistema LPLC será siempre más baja que en una HPLC, ya que el material de relleno en una columna de HPLC puede ser mucho menor, normalmente de tan sólo 5 micrómetros, lo que aumenta el área superficial de la fase estacionaria, incrementando así las interacciones superficiales proporcionando una mejor separación. Sin embargo, el uso de este medio de relleno es el causante de la alta contrapresión, y es lo que da lugar al nombre de cromatografía líquida de alta presión. Generalmente, las columnas LPLC están rellenas de sílice de en torno a 50 micrómetros, reduciendo así tanto la contrapresión como la resolución, lo que por otra parte elimina la necesidad de utilizar costosas bombas de alta presión. Los fabricantes están empezando ahora a producir sistemas de cromatografía rápida a altas presiones, denominándolas sistemas de cromatografía líquida de media presión (MPLC), que operan a presiones superiores a 1 MPa (145 psi).

## Cálculo de la resolución de la cromatografía en columna

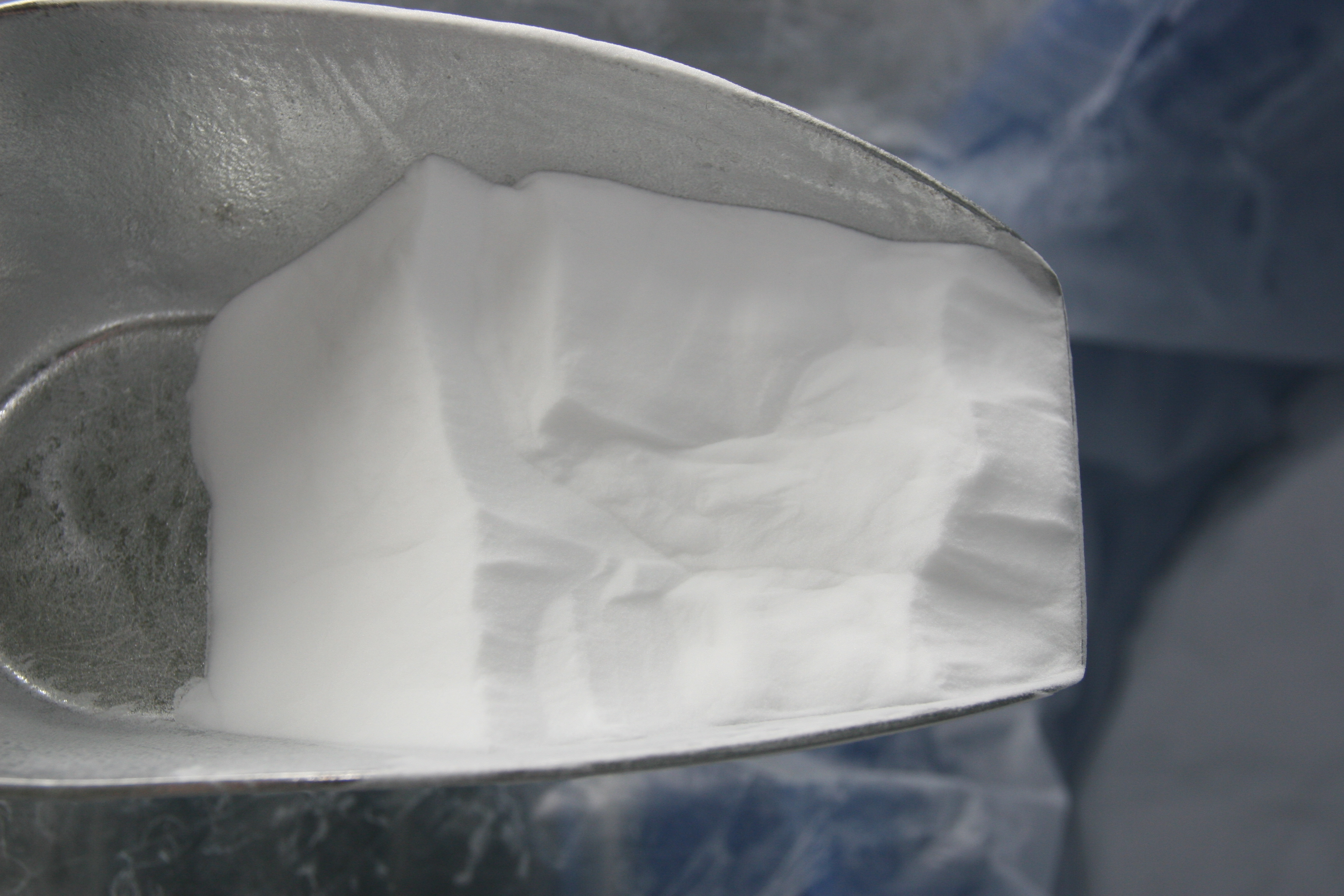
Gel de sílice en polvo para cromatografía en columna

Normalmente, la cromatografía en columna se configura con bombas peristálticas, tampones de flujo y la muestra de la solución, introducidos a través de la parte superior de la columna. Las soluciones y tampones pasan a través de la columna, al final de la cual un colector de fracciones recoge las muestras eluídas. Antes de esto, las muestras eluídas de la columna pasan por un detector, como pueden ser un espectrofotómetro o espectrómetro de masas, para determinar así la concentración de las muestras separadas en la muestra inicial.
Por ejemplo, si se separan dos proteínas distintas con capacidades de unión a la columna a partir de una muestra de solución, un espectrofotómetro con una longitud de onda de 280 nm resultaría una opción adecuada. Cuanto mayor sea la concentración de proteína que pase por la solución eluída a través de la columna, mayor será la absorbancia en esa longitud de onda.
Puesto que en la cromatografía en columna existe un flujo constante de solución eluída pasando a través del detector, con concentraciones variables, el detector debe registrar la concentración de la muestra a lo largo de un periodo de tiempo. Este gráfico de concentración de muestra en función del tiempo se denomina cromatograma.
El objetivo final de la cromatografía es separar distintos compuestos de una mezcla. La resolución expresa el grado de separación entre los componentes de la mezcla. Cuanto mayor sea la resolución del cromatograma, mejor será el grado de separación de las muestras que nos proporciona la columna. Estos datos son una buena forma de determinar las propiedades de separación de la columna para esa muestra en particular. La resolución se puede calcular a partir del cromatograma.
Las curvas separadas en el diagrama representan diferentes perfiles de concentración de elución de muestra a lo largo del tiempo, en función de su afinidad con la resina de la columna. Para calcular la resolución, se requieren el tiempo de retención y el ancho de la curva.
El tiempo de retención es el tiempo transcurrido desde que la señal es detectada por el detector hasta que el perfil de concentración de la elución alcanza su punto máximo, para cada una de las diferentes muestras.
El ancho de la curva es el ancho de la curva del perfil de concentración de cada muestra en el cromatograma, en unidades de tiempo.
Un método simplificado para el cálculo de la resolución del cromatograma consiste en usar el modelo de platos. El modelo de platos asume que la columna puede ser dividida en un cierto número de secciones o platos, y que el equilibrio de masas puede ser calculado para cada plato. Mediante este enfoque, la curva de cromatograma típica se aproxima como una curva de distribución Gaussiana. Así, el ancho de la curva se estima como 4 veces su desviación estándar, 4σ. El tiempo de retención es el tiempo desde el inicio de la detección de señal hasta que se alcanza el punto máximo de la curva de Gauss.
A partir de las variables de la figura anterior, la resolución, el número de plato y altura del plato en el modelo de platos de la columna se pueden calcular mediante las siguientes ecuaciones:
Resolución (Rs)
	 Rs = 2(tRB – tRA)/(wB + wA)

Donde:
	tRB = tiempo de retención del soluto B

	tRA = tiempo de retención del soluto A

	wB = ancho de la curva de Gauss para el soluto B

	wA = ancho de la curva de Gauss para el soluto A

Número de plato (N):

	N = (tR)2/(w/4)2

Altura de plato (H):

	H = L/N

Donde L es la longitud de la columna.

## Equilibrio de adsorción en la columna
Para una columna de adsorción, la resina de la columna (la fase estacionaria) está compuesta de microperlas. A las microperlas se les pueden conjugar partículas aún más pequeñas como proteínas, carbohidratos, iones metálicos u otros compuestos químicos. Se puede suponer que cada partícula unida a la microperla lo hace en una proporción 1:1 con la muestra de soluto enviada a través de la columna, que necesita ser purificada o separada.
La unión entre la molécula objetivo que se quiere separar y la molécula de unión en las perlas de la columna puede modelarse usando una reacción de equilibrio simple Keq = [CS]/([C][S]) donde Keq es la constante de equilibrio, [C] y [S] son las concentraciones de la molécula objetivo y la molécula de unión en la resina de la columna, respectivamente. [CS] es la concentración del complejo formado por la molécula objetivo unida a la resina de la columna.
Usando esto como base, pueden usarse tres isotermas diferentes para describir las dinámicas de unión en una cromatografía en columna: linear, Langmuir y Freundlich.
La isoterma lineal ocurre cuando la concentración de soluto que necesita ser purificada es muy pequeña en comparación con la molécula de unión. Por tanto, el equilibrio puede ser definido como:
[CS] = Keq[C].
Para usos a escala industrial debe considerarse el total de las moléculas de unión en las perlas de la resina de la columna, ya que deben tenerse en cuenta los espacios vacíos. La isoterma de Langmuir y la isoterma de Freundlich resultan útiles para describir este equilibrio.
Isoterma de Langmuir:

[CS] = (KeqStot[C])/(1 + Keq[C]), donde Stot es el total de moléculas de unión en las microperlas.
Isoterma de Freundlich:
[CS] = Keq[C]1/n
La isoterma de Freundlich se usa cuando la columna puede unirse a numerosas muestras diferentes de la solución que necesita ser purificada. Puesto que las diferentes muestras tienen diferentes constantes de unión con las microperlas, existen muchos Keq's diferentes. Por tanto, la isoterma de Langmuir no es un modelo adecuado para las uniones en este caso.